# 绿玉树
绿玉树（學名：Euphorbia tirucalli），別稱光棍樹、綠珊瑚、青珊瑚、鐵樹、鐵羅、龍骨樹、神仙棒、乳蔥樹、白蟻樹等，是大戟科大戟屬植物。原產於非洲的地中海沿岸地区，現分佈於香港、台灣澎湖列島、海南、美國、馬來西亞、印度、英國及法國等地。花期6-9月，果期7-11月。由于原产地环境干燥，叶片較早脫落以減少水分蒸發，故常呈無葉狀態，外形貌似綠色玉石故得此名。

## 形態特徵
绿玉树是一種熱帶灌木或小喬木，可高達2-9米。葉細小互生，呈線形或退化為不明顯的鱗片狀，長約1厘米，寬約0.2厘米，早落以減少水分蒸發，故常呈無葉狀態。枝幹圓柱狀綠色，分枝對生或輪生，於無葉片時以代替葉片進行光合作用。花為杯狀聚繖花序生於枝頂或節上有短總花梗，總包陀螺狀，直徑約0.2厘米，具有5枚腺體，內披柔毛，花冠5瓣，黃白色，花無花被，雄花小數，雌花具多數總苞，苞片細小。果實為蒴果，暗黑色，披貼伏柔毛，長約0.5厘米，成熟時3裂。種子呈卵形，平滑。

## 種植
喜溫暖（25-30度），耐旱，耐鹽和耐風，好光照，能於貧瘠土壤生長。由於開花結果率甚低，多以扦插法繁殖。在溫暖氣候下易於生根，處於南方溫暖地帶可露天栽種，北方需於溫室栽種。

## 醫藥用途及其毒性
全草藥用，性涼，味辛、微酸。主治孕婦產後乳汁不足，癬瘡及關節腫痛骨刺等。全株含有毒性乳液。綠枝可與米酒烹煮至透少量服用，烹飪方法為民間常用療法，但刺激性強皮膚接觸可引起皮膚發炎、紅腫、痛癢和膿包，對金黃葡萄球菌具有抗生作用。

## 用途
白色乳液富含十二種烴類物質，與石油成分接近，而且不含硫可直接或與其他物質混合成原油。亦可作為生產沼氣的原料，其沼氣產量較一般嫩枝綠草高5-10倍。因能耐罕，耐鹽和耐風，常用作海邊防風林或美化樹種。

## 外部連結
- 光棍樹, Guanggunshu （页面存档备份，存于） 藥用植物圖像數據庫 (香港浸會大學中醫藥學院) （繁體中文）（英文）